# St. Georg (Kirchstockach)

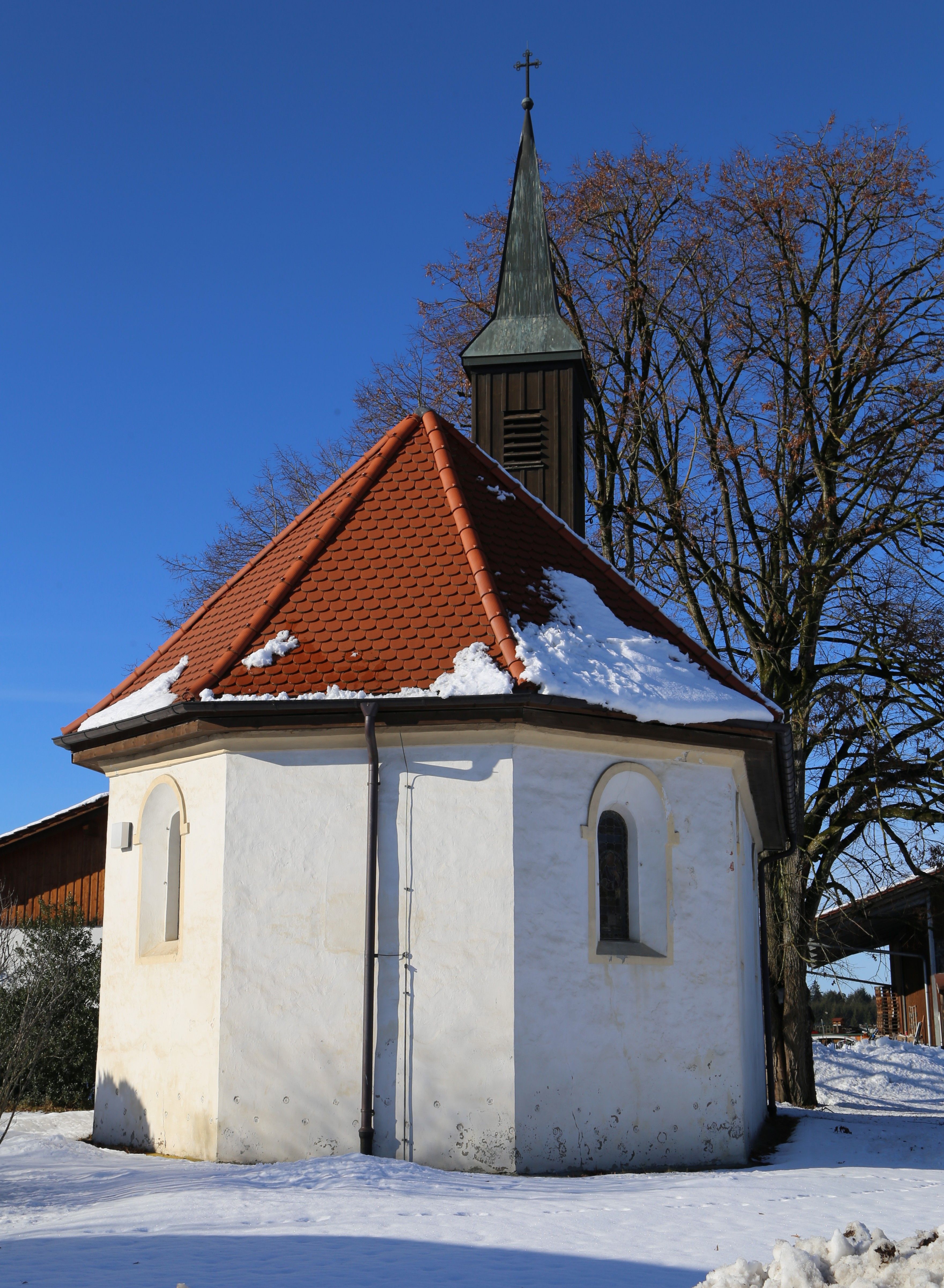
Kirche St. Georg in Kirchstockach

Die katholische Filialkirche St. Georg in Kirchstockach, einem Gemeindeteil von Brunnthal im oberbayerischen Landkreis München, wurde im Kern wohl um 1630 errichtet und nach einem Brand 1833 wiederaufgebaut.
Der einschiffige Saalbau mit fünfseitig geschlossenem Chor unter einer Stichkappentonne und einem hölzernen Dachreiter aus dem Jahr 1871 ist dem heiligen Georg geweiht. In den Chorfenstern sind Glasgemälde aus dem Jahr 1925 mit der Darstellung  des Herz Jesu und Herz Mariens zu sehen.
Das Fresko im Langhaus, vermutlich aus dem 19. Jahrhundert, stellt die Krönung Mariens dar. Der Hochaltar in klassizistischen Formen wurde 1833 geschaffen.